# Temple protestant (Beaussais)

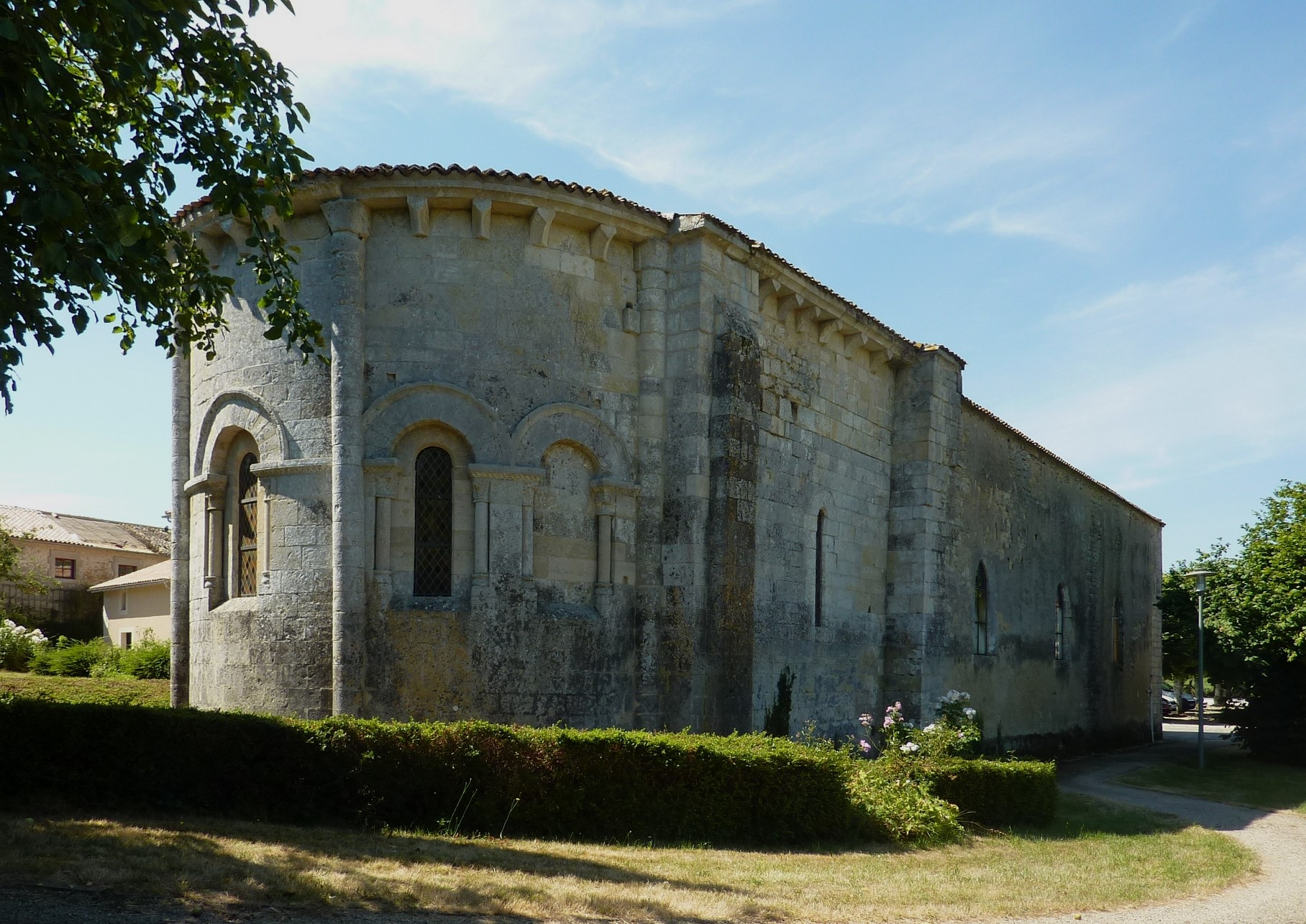
Temple Protestant, Beaussais

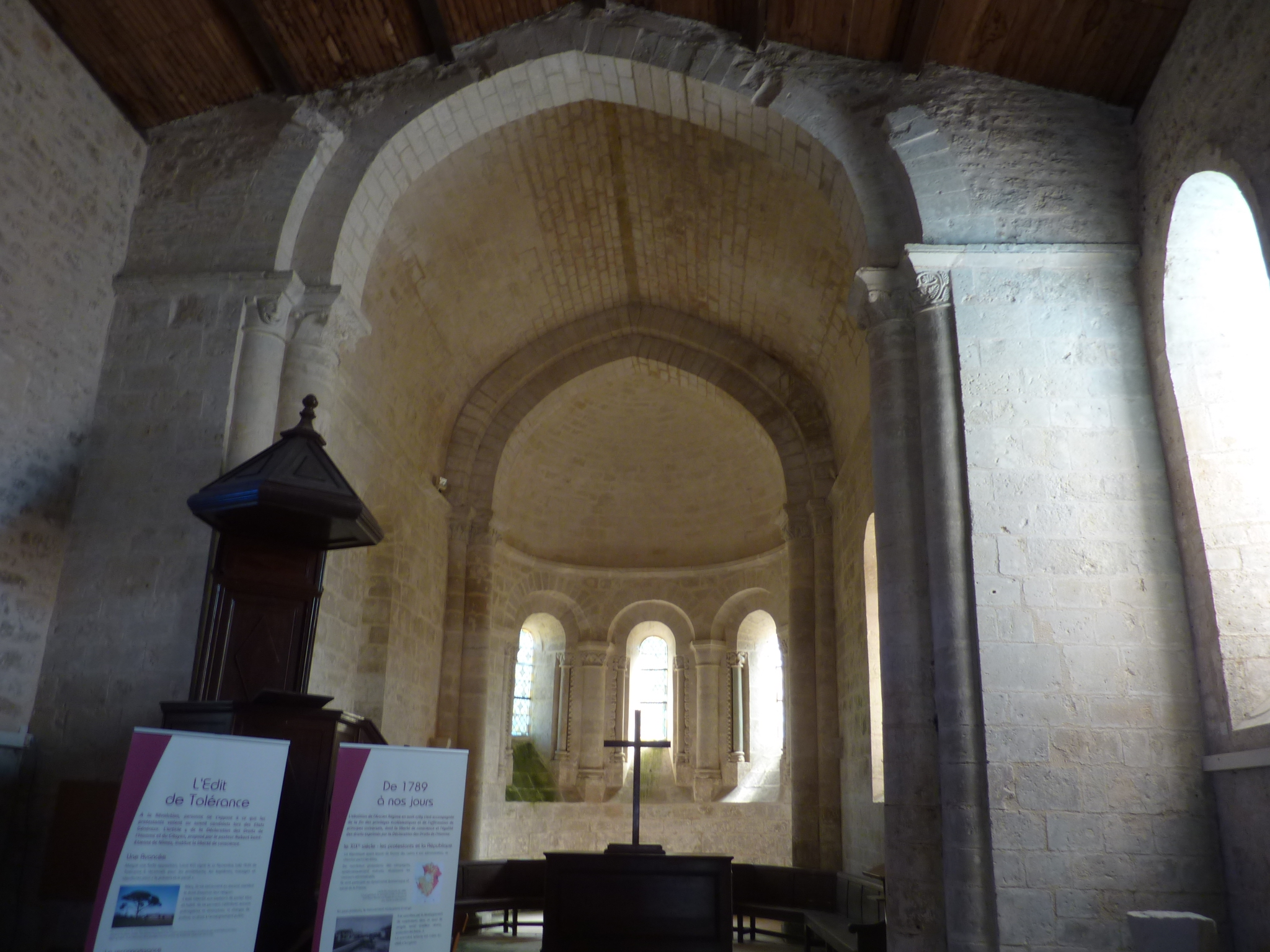
Blick in den Chor

Der Temple Protestant (deutsch: Evangelische Kirche) befindet sich in Beaussais im Département Deux-Sèvres in Frankreich. Das Gotteshaus wird von der evangelisch-lutherischen Kirchengemeinde St-Paul Prailles-Beaussais innerhalb der altlutherischen Église évangélique luthérienne–Synode de France genutzt. Apsis und Chor der Kirche sind seit 1911 als Monument historique eingestuft.

## Geschichte
Der Kirche entstand im 12. Jahrhundert und zeigt im Äußeren in den ältesten Teilen im Osten romanische Bauformen. Im Inneren lässt sich an der Einwölbung des Chors mit einer Spitztonne sowie am Chorbogen bereits der Übergangsstil von der Romanik zur Gotik erkennen. Allerdings zeigen die Kapitelle im Chor sowie die Kapitelle der Fenstersäulchen im Äußeren mit ihren zahlreichen figürliche Darstellungen noch eine rein romanische Formensprache. Im 19. Jahrhundert wurde das Langhaus verändert.
Nach den Religionskriegen war die Bevölkerung des Poitou im ländlichen Raum noch häufig reformiert geprägt. Die Kirche in Beaussais wurde nach dem Konkordat 1803 den Reformierten übergeben, weil unter 737 Einwohnern des Ortes nur drei Familien mit katholischer Religionszugehörigkeit zu finden waren. Seit 1969 wird die Kirche von den Lutheranern genutzt. Neben der Kirche befindet sich heute mit dem Musée du Protestantisme Poitevin ein  Museum zur Geschichte des Protestantismus im Poitou. Auch im Langhaus der Kirche befindet sich ein Teil der Ausstellung.